# Noémie Étienne
Pour les articles homonymes, voir Étienne.
Noémie Étienne est une historienne de l'art franco-suisse et professeure ordinaire à l'Institut d'histoire de l'art de l'Université de Vienne en Autriche.

## Biographie
Noémie Étienne fait des études d'histoire de l'art à l'Université de Genève. En 2005, elle entame sa carrière en tant qu'assistante à l'Université de Genève, puis à l'Université de Zurich. En 2011, elle obtient son doctorat de l'Université de Genève et de l'Université Paris 1-Panthéon-Sorbonne. L'année suivante, elle reçoit une bourse post-doctorale du Fonds national suisse de la recherche scientifique et est invitée à l'Université de New York. Entre 2013 et 2015, elle travaille en tant que boursière post-doctorale Andrew W. Mellon au New York University Institute of Fine Arts, et entre 2015 et 2016, elle est stagiaire post-doctorante au Getty Research Institute de Los Angeles.
En 2018, elle est professeure invitée à l'Université Paris 1 Panthéon-Sorbonne, et maître de conférences à l'Université de Bielefeld. En 2019, elle est invitée à l'Institut d'histoire de l'art de Florence. En 2020, elle reçoit une bourse du Collège international pour la recherche en technologie culturelle et la philosophie des médias à l'Université Bauhaus de Weimar.
Entre 2016 et 2022, Noémie Étienne mène un projet de recherche sur l'exotisme en Europe entre 1600 et 1800, et travaille sur un nouveau projet de livre avec Yaëlle Biro. Avec une équipe de trois personnes composée de Claire Brizon, Chonja Lee et Étienne Wismer, elle conçoit l'exposition Exotic? au Palais de Rumine la même année. Il s'agit de la première exposition sur l'histoire globale et coloniale de la Suisse au siècle des Lumières. 
En 2016, elle est membre fondatrice du Journal18 avec l'américaine Meredith Martin et la britannique Hannah Williams, revue spécialisée sur l'art et la culture au XVIIIe siècle.
Elle dirige actuellement (2023-2028) le projet Global Conservation: Histories and Theories, 16thc-21st centuries, financé par le Conseil Européen de la Recherche Scientifique (ERC). Elle s'intéresse à l'histoire de la conservation-restauration dans le temps et l'espace, ainsi qu'aux moulages en plâtre produits dans un contexte artistique et scientifique. 

## Publications

### Autrice

#### Ouvrages
- The Art of the Anthropological Diorama. Franz Boas, Arthur C. Parker, and Constructing Authenticity, Berlin, De Gruyter, 2021.  (ISBN 9783110742268)
- Les autres et les ancêtres. Les dioramas de Franz Boas et Arthur C. Parker à New York, 1900. Les Presses du Réel 2020,  (ISBN 978-2-37896-049-0)[4]
- The Restoration of Paintings in Paris, 1750–1815, Practice, Discourse, Materiality. Getty Publications, 2017,  (ISBN 978-1-60606-516-7)[5]
- La restauration des peintures à Paris. Pratiques et discours sur la matérialité des œuvres d’art, 1750–1815. Presses Universitaires de Rennes, 2017.  (ISBN 978-2-7535-2059-2)[6]

#### Articles
- « Intermédiaires et mondes de l’art à Paris au xviiie siècle : approches et méthodes comparées », Perspective, 1 | 2011, 489-493 [mis en ligne le 08 août 2013, consulté le 31 janvier 2022. URL : http://journals.openedition.org/perspective/1003 ; DOI : https://doi.org/10.4000/perspective.1003].

### Éditrice
- Exotic Switzerland? Looking Outward in the Age of Enlightenment, Diaphanes, 2020.  (ISBN 978-3-03580-227-6)
- L’art du diorama (1700–2000), in der Reihe Culture&Musées, Nummer 32, Dezember 2018 (Herausgeberin mit Nadia Radwan).
- Things between Worlds. Creating Exoticism and Authenticity in the West, from the 19th Century to the Present, guest editor, Material Culture Review, Cap Breton, 2014.
- À Bras le Corps. Image, matérialité et devenir des corps, Paris, Presses du Réel, 2013 (Herausgeberin mit Agnès Vannouvong).  (ISBN 978-2-84066-510-6)[7]
- L'Histoire à l'atelier. Restaurer les œuvres d'art (XVIIIe–XXIe siècles), Lyon, Presses universitaires de Lyon, 2012 (Herausgeberin mit Léonie Hénaut).  (ISBN 978-2-72970-854-2)[8]